# Miloš Šejn

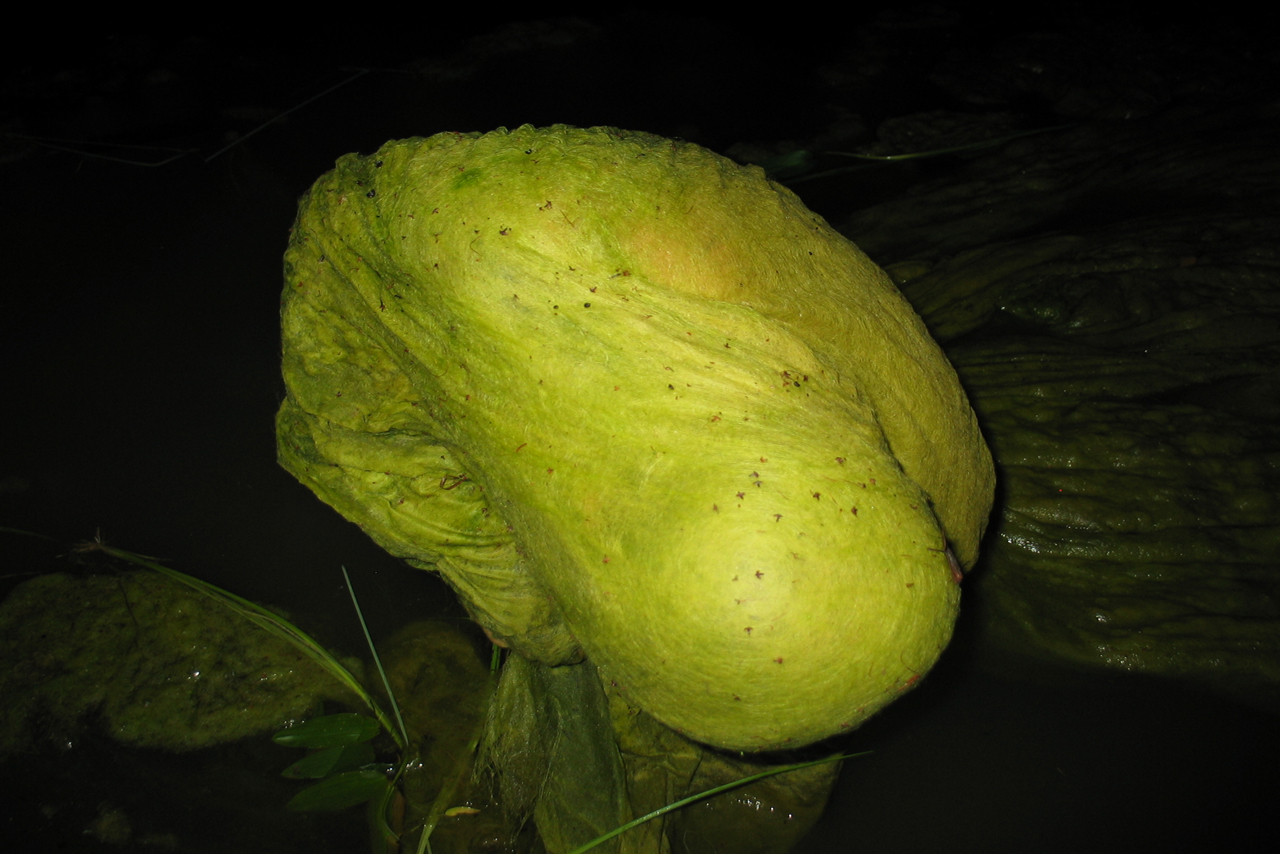
Miloš Šejn: Zelený muž, 2003

Miloš Šejn (10. srpna 1947 Jablonec nad Nisou) je český umělec, intermediální tvůrce a pedagog, jehož práce jsou zastoupeny v mnoha významných sbírkách moderního českého a světového výtvarného umění. Patří k průkopníkům evropské intermediální a performativní tvorby.

## Životopis
Narozen 1947 v Jablonci nad Nisou, absolvoval filozofickou fakultu Univerzity Karlovy v Praze v roce 1975 (dějiny umění a estetika - prof. Petr Wittlich, Doc. Miloš Jůzl / výtvarná výchova na FFUK - Doc. Zdeněk Sýkora). V letech 1975–1989 působil jako kurátor v Galerii moderního umění v Hradci Králové. Roku 1976 doktorát filozofie, 1990 jmenován docentem, 1991 jmenován profesorem malířství. V letech 1990–2011 působil jako vedoucí pedagog intermediálního ateliéru na Akademii výtvarných umění v Praze a jako hostující pedagog na akademiích v Aix-en-Provance, Carraře, Haagu, Ljubljani, Neapoli, Stuttgartu a Vídni. 

## Tvorba
Od druhé poloviny 60. let pracuje v oblastech vizuálního umění a performance, od roku 1995 dosud vede multioborový projekt výzkumu vztahů těla a místa Bohemiae Rosa. V současnosti se zaměřuje na okamžité kreativní možnosti, vycházející ze vztahů historické humanizované krajiny a celistvé přírody. Vědomě laboruje oblastmi expresívního jazyka mezi textem, výtvarnou stopou, tělovým pohybem, hlasem a expanzí do prostoru. Výsledkem jsou fotografické série, experimentální film, kresby, malby, objekty, grafika, autorské knihy, scénografie, texty, videa, multimediální a zvukové kompozice, instalace / architektura a komplexní tělové či synergické intervence se světem v jejich nesčetných podobách. Performuje formou osobních rituálů, site specific projektů, divadelních událostí, kolektivních realizací a festivalů v Česku i zahraničí (Francie, Finsko, Itálie, Irsko, Island, Německo, Norsko, Nizozemsko, Polsko, Slovensko, Švédsko).
Jedna z vrstev jeho tvorby je v odborné literatuře označována termíny konceptuální a postkonceptuální umění.
Do mezinárodního kontextu bylo jeho dílo uvedeno řadou výstav či performancí, například na mezioborovém festivalu Milanopoesia v Milánském Spazio Ansaldo v roce 1991 či na výstavě tělového umění L‘art au Corps v MAC muzeu Marseille v roce 1997, v České republice na výstavě Tváře v pražském Rudolfinu v roce 2012, sólově pak zejména v Galerii ifa v Berlíně v roce 1995, v Královském muzeu v Uppsale v roce 2010 nebo v Palazzo Grassi v Benátkách roku 2013.
Jeho díla jsou od roku 1970 prezentována v řadě galerií v Evropě i v zámoří, např.: Nouveau Théatre a Ville de Luxembourg, ifa Galerie Berlin, Zentrum für Kunst und Medientechnologie Karlsruhe, Ludvig Forum für Internationale Kunst Aachen, MAC Musées d'Art Contemporain Marseille, Mücsarnok Budapest, Manggha Museum Kraków, Uppsala Art Museum, Palazzo Grassi Venice, MFAH Museum of Fine Arts Houston, IMA Indianopolis Museum of Art, MoMA PS1 New York, Národní galerie v Praze, Moravská galerie v Brně, DOX Praha, GHMP Praha…  Trvalé nebo procesuální krajinářské realizace má kromě České republiky také ve Francii a Německu. S krajinou pracoval rovněž v Aljašce, Norsku, Švédsku, Nizozemsku, Itálii, Polsku, Rakousku, Slovinsku, Chorvatsku, Irsku, Islandu…

## Výstavy
- 2025 - ZATVÁŘÍ, Ateliér Josefa Sudka, Praha, 7. květen - 22. červen 2025, kurátor: Petr Vaňous.[1]
- 2025 - Ani labuť ani Lůna, Severočeská galerie výtvarného umění v Litoměřicích, kostel Zvěstování Panny Marie, 6. června - 28. září 2025, kurátor: Alena Beránková[2]

### Publikace
- John K. Grande: Art, Space, Ecology, Black Rose Books / U. of Chicago, 2018 Archivováno 17. 3. 2023 na Wayback Machine.
- John K. Grande, Edward Lucie–Smith: KUNST RAUM NATUR / Zwei Sichtweisen – Zwanzig Gespräche, J. S. Klotz Verlagshaus 2022
- Lara Mallien: Im Moment des Nicht-Sterbens weiß ich, dass ich ein Mensch bleibe. (In the moment of not-dying I know that I will stay a human being.) German-language biographical essay on Miloš Šejn. In: Oya magazine 53/2019.
- Václav Cílek (ed.), Bohuslav Brosa, Jan K. Čeliš, Věra Jirousová, Ladislav Kesner, Milan Knížák, Stanislav Komárek, Simona Mehnert, Tomáš Pospiszyl, Radoslava Schmelzová, Jiří Valoch, Tomáš Vlček, Miloš Vojtěchovský, Jiří Zemánek: ŠEIN, eBook, BohemiaeRosa Publishers, 2003
- Ladislav Kesner: Being Landscape / Býti Krajinou, Arbor vitae, 2010
- Ladislav Kesner: Faces / Tváře, Galerie Rudolfinum, Praha 2012
- Ladislav Kesner: Archives of perception: The landscape in the processual scrolls of Miloš Šejn, Art 1/2005 - Journal of the Institute for Art History of the Academy of Sciences of the Czech Republic
- Václav Cílek, Jan K. Čeliš (eds.): Archives & Cabinets / Archivy & Kabinety, Muzeum evropského umění, Liberec, 2012
- Simona Mehnert (ed.): Milos Sejn, ifa / Institut für Auslandsbeziehungen, Berlín, 1995
- Milos Šejn (ed.): COLORVM NATVRAE VARITAS, CD ROM, c3 Budapest, 1999
- Ladislav Kesner: David Michalek – Slow Dancing & Figure Studies / Milos Šein – Vznášení a padání, TROJHALÍ KAROLINA, Ostrava, 2013